# سلاویتشکی
سلاویتشکی (به چکی: Slavičky) یک منطقهٔ مسکونی در جمهوری چک است که در منطقه تربیچ واقع شده‌است. سلاویتشکی ۹٫۰۵ کیلومتر مربع مساحت و ۲۲۴ نفر جمعیت دارد و ۴۹۰ متر بالاتر از سطح دریا واقع شده‌است.